# Самхарам
Самхарам или Сумхурам — древний хадрамаутский торговый город-порт на южном побережье современного Омана на территории мухафазы Дофар. Городище древнего Самхарама возвышается над бухтой Хор-Рори приблизительно в 35 километрах к востоку от современного оманского города Салалы.

## История города
Согласно хадрамаутской надписи Ja 2878 b, датированной I—II векам, Саадил, сын Асрака, из рода Даус, наместник (‘qb) царя в земле Са’калхан, провёл ремонтные работы комплекса городских ворот Сумхурама, в результате которых были отремонтированы северо-восточная башня и её вспомогательные сооружения, а также «третьи ворота».